# SUMMER SPECIAL Pinocchio / Hot Summer
Singles de F(x)
Red Light
(2014) 4 Walls
(2015)
SUMMER SPECIAL Pinocchio / Hot Summer est le premier single japonais par le girl group sud-coréen F(x). Le single a été enregistré en 2011 et publié le 22 juillet 2015 par Avex Trax,,.

## Sortie
Une vidéo teaser pour le clip de Hot Summer a été publiée le 1er août 2012, par l'intermédiaire de Avex sur YouTube. La vidéo complète apparaît ensuite quelques jours plus tard, le 5 août de 2012.
La vidéo prend scène dans un désert, avec du rose et des accessoires en forme d'étoile blanche et rose, des barbe à papa pour nuages en arrière-plan. La vidéo commence avec le groupe portant du blanc, marchant lentement vers la caméra. La vidéo change ensuite vers un autre ensemble avec de gros plans sur les membres révélant des tenues bleu électrique, surmontée d'accessoires élaborés. Une scène de rue est également en vedette, où le groupe porte des tenues rouges en face d'une hélice en forme d'étoile tout en jetant de la peinture sur des bâtiments et la caméra. La vidéo se termine par un retour au désert.
Le 30 mai, 2015, SM Entertainment a annoncé que le groupe sortira son premier single japonais intitulé "Summer Pinocchio spécial / Hot Summer", le 22 juillet 2015. Le single contiendra les versions japonaises de "Pinocchio (Danger)" et "Hot Summer". Le DVD contiendra les clips japonais de ces deux chansons,,.
Lors de l'événement tenu à Osaka, le 22 juillet 2015, pour la sortie du single, seules Krystal, Luna et Amber étaient présentes. Victoria était absent en raison de sa santé et ses activités en Chine ainsi que du tournage d'un film en Angleterre,, et Sulli n’était à cette époque toujours pas rentrée de sa pause.
Quelques jours plus tard, le 7 août, il est annoncé que Sulli avait officiellement quitté le groupe pour se concentrer sur sa carrière d'actrice, et que le groupe continuera à promouvoir avec les quatre membres restant, la SM continuant a géré la carrière de Sulli,.

## Listes des titres

### CD
| 1.   | Pinocchio (Danger) (Japanese version) | 3:47 |
| 2.   | Hot Summer (Japanese version)         | 3:58 |
| 7:45 |                                       |      |

### CD/DVD
| DVD  | DVD                                        | DVD   | DVD | DVD | DVD | DVD | DVD | DVD | DVD |
| No   | Titre                                      | Durée |     |     |     |     |     |     |     |
| ---- | ------------------------------------------ | ----- | --- | --- | --- | --- | --- | --- | --- |
| 1.   | Pinocchio (Danger) (Promotional Video; PV) | 3:47  |     |     |     |     |     |     |     |
| 2.   | Hot Summer (Promotional Video; PV)         | 3:58  |     |     |     |     |     |     |     |
| 7:45 |                                            |       |     |     |     |     |     |     |     |